# Jörg Siebert
Jörg Siebert (alemany: Georg Jörg Siebert)  (Wetzlar, 2 d'abril de 1944) és un remer alemany, ja retirat, que va competir sota bandera de la República Federal Alemanya durant la dècada de 1960.
El 1968 va prendre part en els Jocs Olímpics d'Estiu de Ciutat de Mèxic, on guanyà la medalla d'or en la prova del vuit amb timoner del programa de rem. Junt amb la resta de l'equip va dur la bandera olímpica en la cerimònia inaugural dels Jocs de Munic de 1972.
En el seu palmarès també destaca una medalla d'or al Campionat d'Europa de rem de 1967.